# 洪本仁
洪本仁，清代安徽歙縣洪源（今黄山市徽州区岩寺镇洪坑村）人，寄籍江苏扬州江都县。乾隆二年丁巳恩科（1737年）进士。

## 生平
洪本仁原籍安徽歙县洪坑村，寄籍江苏扬州江都县，父亲洪志齐在扬州经营盐业。清雍正十三年举人。乾隆二年丁巳恩科（1737年）进士第二甲七十六名。任吏部候选主事。诰授“朝议大夫”。在洪坑村立“洪氏进士坊”，诰赠其曾祖洪其基“朝议大夫刑部现审右司主事加三级”，诰赠其祖父洪宪可“朝议大夫刑部现审右司主事加三级”，诰封其父亲洪志齐“朝议大夫候选主事加三级”。2019年，进士坊作为洪坑牌坊群及洪氏家庙的要部分，已列为第八批全国重点文物保护单位。
其子洪蕙任延安府知府十五年（乾隆五十三年至嘉庆七年，1788—1802），主持修编《延安府志》，修复延安城墙。